# مجید اسکندری
مجید اسکندری (زاده ۱۳۳۶، تهران) چهره‌پرداز اهل ایران است. وی آغاز کار چهره‌پردازی را از سال ۱۳۵۸ به عنوان دستیار در مجموعه تلویزیونی هزاردستان علی حاتمی شروع به کار کرد.
او برای فیلم سمفونی نهم نامزد بهترین چهره‌پردازی جشنواره سی و هفتم فیلم فجر شد.

## زندگی شخصی
وی برادر عبدالله اسکندری و محبوبه اسکندری چهره‌پرداز است.

## فیلم‌شناسی

### طراح چهره‌پردازی
- تورقوزآباد (۱۳۹۸)
- بانوی عمارت(۱۳۹۷)
- سمفونی نهم (۱۳۹۷)
- ما همه با هم هستیم (۱۳۹۷)
- عطر داغ (۱۳۹۶)
- علی‌البدل (نوروز ۱۳۹۶)
- تگرگ و آفتاب (۱۳۹۳)
- حکایت عاشقی (۱۳۹۳)
- طعم شیرین خیال (۱۳۹۳)
- خیابان‌های آرام (۱۳۸۹)
- سرزمین کهن (۱۳۸۷–۱۳۹۶)
- همیشه پای یک زن در میان است (۱۳۸۶)
- جنگ کودکانه (۱۳۸۳)
- یک تکه نان (۱۳۸۳)
- مارمولک (۱۳۸۲)
- پرواز خاموش (۱۳۷۷)
- جنگجوی پیروز (۱۳۷۷)
- راز مینا (۱۳۷۵)
- آقای شانس (۱۳۷۳)

### چهره‌پرداز
- سمفونی نهم (۱۳۹۷)
- عشق طاهر (۱۳۷۸)
- آدم‌برفی (۱۳۷۳)
- آذرخش (۱۳۷۱)
- هنرپیشه (۱۳۷۱)
- دلشدگان (۱۳۷۰)
- قهرمان (۱۳۷۰)
- راز خنجر (۱۳۶۹)
- شب‌های زاینده رود (۱۳۶۹)
- ملک خاتون (۱۳۶۹)
- پول خارجی (۱۳۶۸)
- افق (۱۳۶۷)
- زرد قناری (۱۳۶۷)
- پاییزان (۱۳۶۶)
- سایه‌های غم (۱۳۶۶)
- ترنج (۱۳۶۵)
- مأموریت (۱۳۶۵)
- بای سیکل ران (۱۳۶۴)
- شکار شکارچی (۱۳۶۳)
- فرار (۱۳۶۳)
- گل‌های داوودی (۱۳۶۳)
- خاک و خون (۱۳۶۲)
- شیلات (۱۳۶۲)